# Alphonsus de Spina
Alphonsus de Spina – średniowieczny pisarz, jako pierwszy w 1467 roku wydał drukowany traktat o czarnoksięstwie Fortalicium Fidei.
Wyróżniał się od innych artystów w swojej epoce umiarkowaną pozycją w kwestii czarów, np. uważał on loty czarownic za złudzenie. Jego dzieło roi się od antysemickich przypowieści. Oceniał, że mniej więcej jedna trzecia początkowej liczby aniołów stała się diabłami. Był on nawróconym Żydem, który został franciszkaninem. Następnie został spowiednikiem Jana Kastylijskiego, co pociągnęło za sobą następne  awanse. Został profesorem uniwersytetu w Salamance, a tuż przed śmiercią został nominowany na biskupa Thermopolis.